# Nissan Almera
El Nissan Pulsar o Almera  es un automóvil de turismo del segmento C producido por el fabricante japonés Nissan desde el año 1978. Es un cinco plazas con motor delantero y tracción delantera o a las cuatro ruedas. En Europa, el Pulsar fue reemplazado en 2004 por el Nissan Tiida.
El Nissan Langley es una versión más equipada y potente que el Pulsar estándar. Algunas generaciones del Pulsar con carrocería sedán también se llamaron y continúan llamándose Nissan Bluebird Sylphy, Nissan Liberta Villa, Nissan Almera Classic o Samsung SM3. En distintos mercados, el Pulsar también llevó los nombres Nissan Sentra o Nissan Sunny, que en gran parte del mundo son modelos totalmente distintos (Serie B en lugar de Serie N).

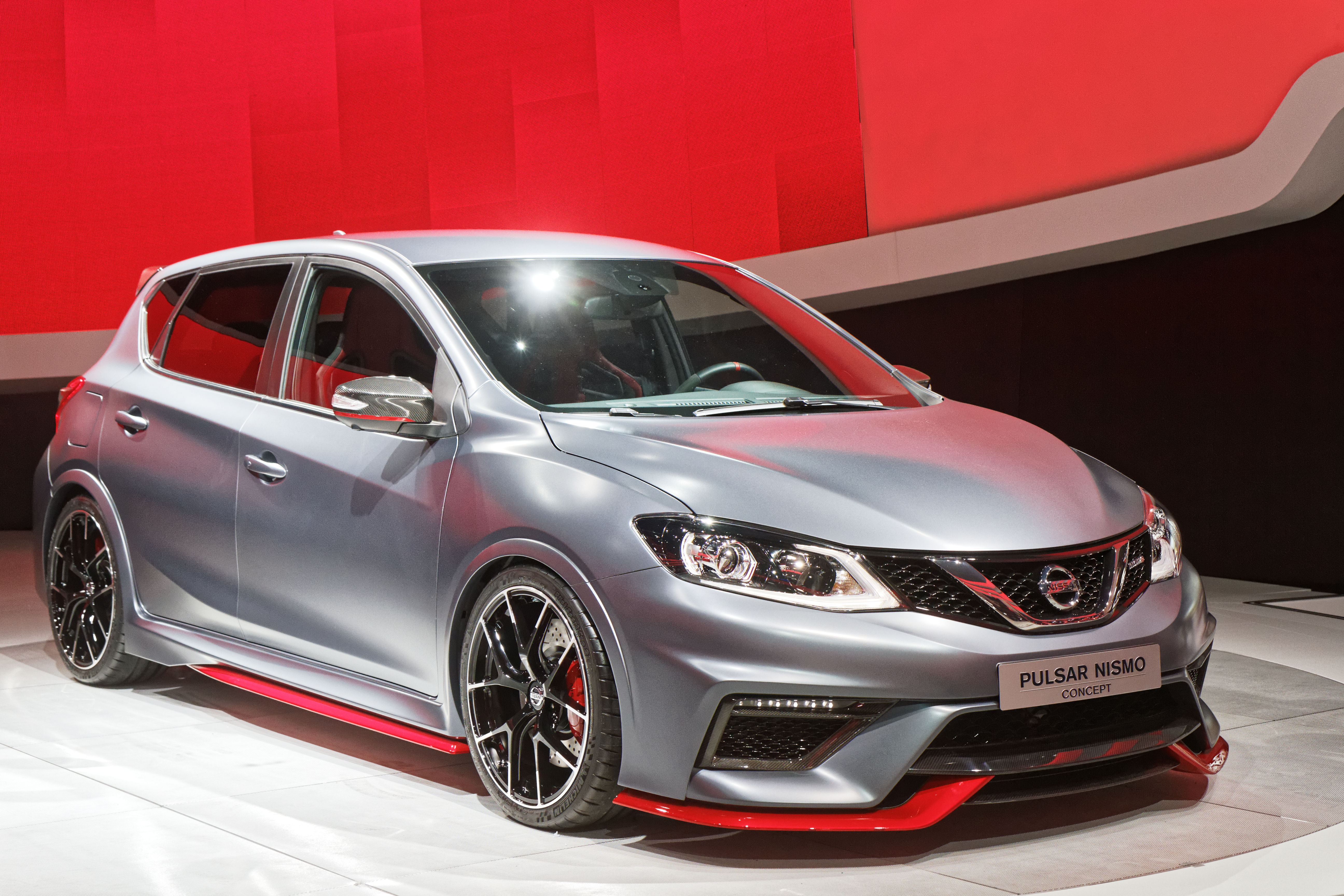
Nissan Pulsar Nismo.

Según la generación, el Pulsar existió con carrocerías hatchback de tres o cinco puertas, sedán de cuatro puertas, familiar de tres o cinco puertas, fastback de dos o cuatro puertas, cupé de dos puertas, descapotable de dos puertas y monovolumen de cinco puertas.

## N10 (1978-1983)

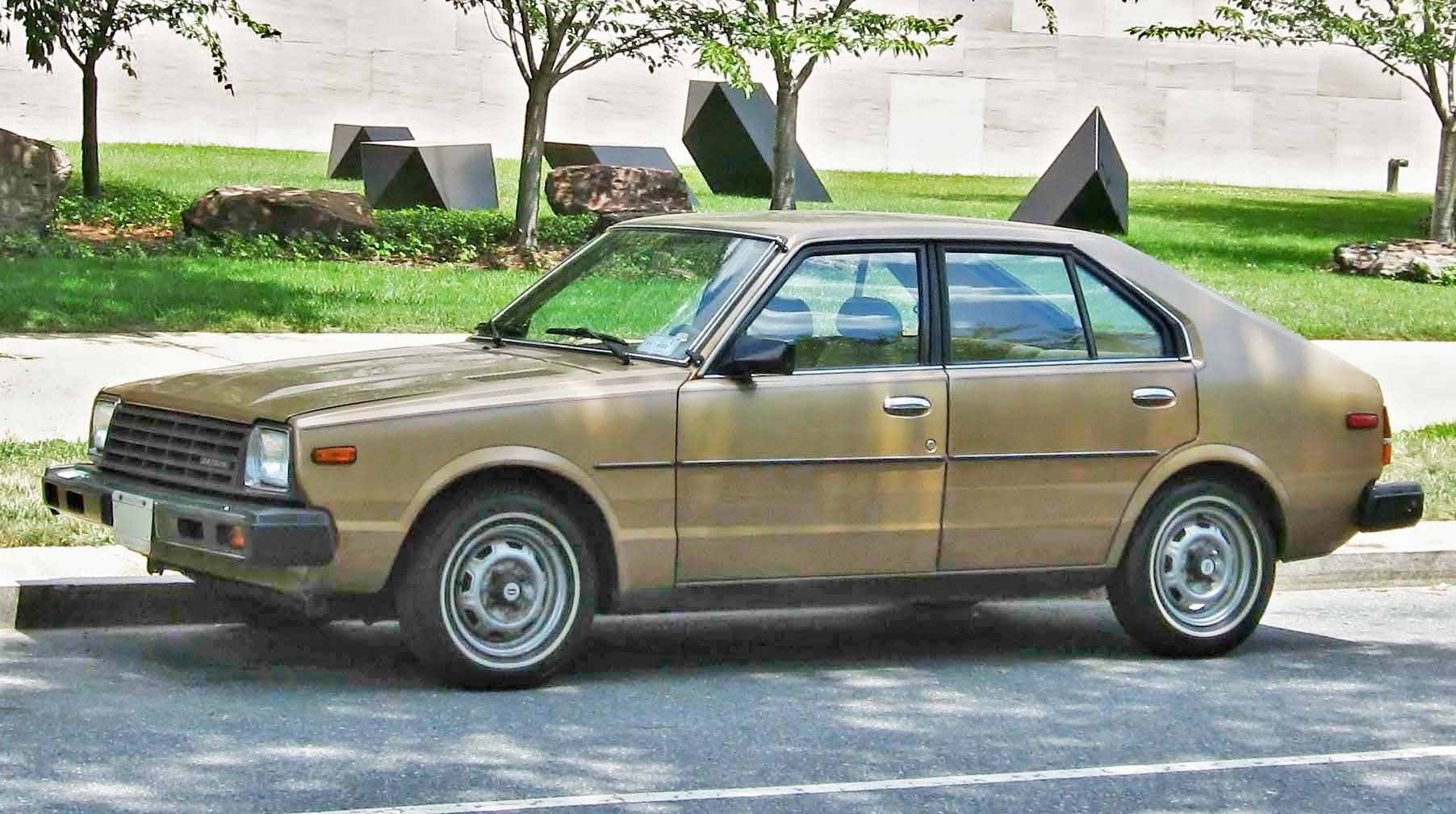
Datsun 310 N10.

La primera generación del Pulsar (código de chasis: N10) se vendió en América del Norte como el Datsun 310, y en Europa con el nombre Datsun 100A, 120A, 130A, 140A y 150A, según el motor. Se ofrecía con carrocerías hatchback de tres o cinco puertas, sedán de cuatro puertas y familiar de tres o cinco puertas, así como fastback de dos o cuatro puertas.

## N12 (1983-1987)

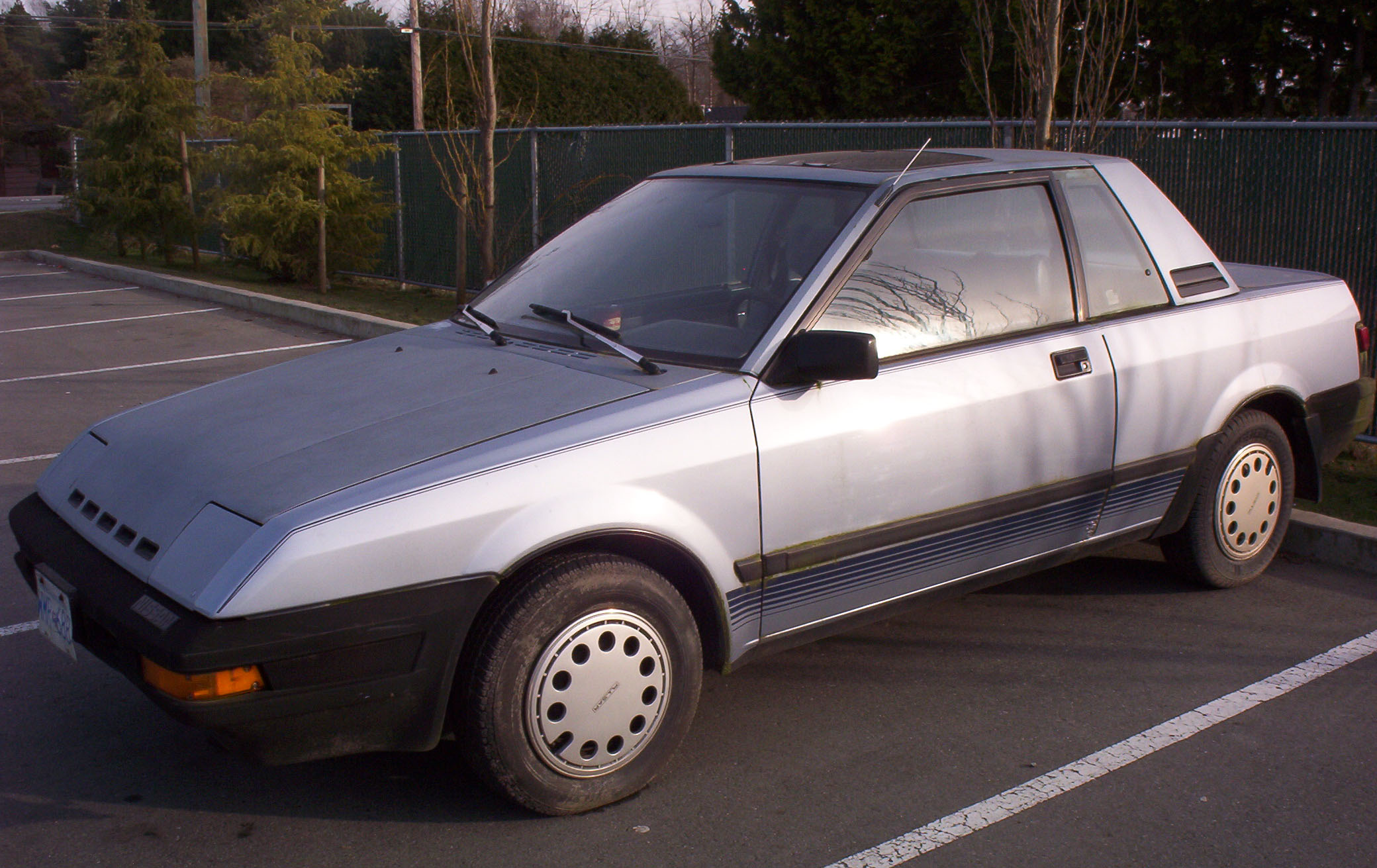
Nissan Pulsar NX N12.

La segunda generación del Pulsar (N12) se fabricó en Europa en colaboración con Alfa Romeo, que lo vendió con la designación Alfa Romeo Arna (siglas de Alfa Romeo Nissan Autoveicoli). El modelo fabricado en Italia también se llamó Cherry Europe en Europa y Pulsar Milano en Japón.
Las versiones cupé y descapotable se llamaban Pulsar NX o Pulsar EXA, las cuales compartían partes con el Nissan Sentra. En Australia, el Pulsar estándar se denominaba Holden Astra, mientras que el Langley se llamaba Nissan Pulsar.

## N13 (1987-1990)

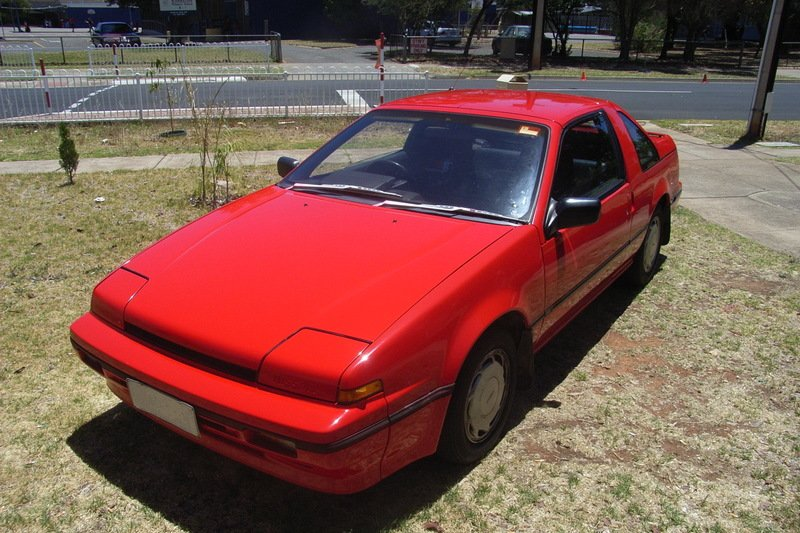
Nissan EXA N13.

La tercera generación del Pulsar (N13) recibió por primera vez variantes con tracción a las cuatro ruedas, y se vendió en Europa con el nombre Sunny, y en Malasia como el Sentra. En Australia, se mantuvo el esquema de denominaciones anterior.
El Pulsar N13 se ofrecía únicamente con carrocerías hatchback y sedán, ya que el nuevo Pulsar EXA estaba basado en realidad en el Sentra B12. Entre todas las motorizaciones gasolina, existían un 1.3 litros de 78 CV, un 1.4 litros de 87 CV, y numerosos 1.6 y 1.8 litros. También los 1.8 litros con doble árbol de levas eran de 16 válvulas (140 HP).

## N14 (1990-1995)

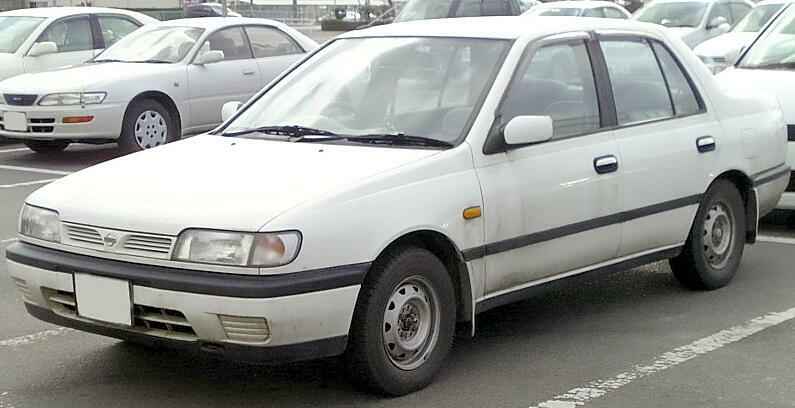
Nissan Pulsar N14.

La cuarta generación del Pulsar (N14) recibió por primera vez un diseño exterior redondeado, algo más tarde que la mayoría de sus rivales. El Pulsar N14 continuó llamándose Sunny en Europa, y recibió la designación Sabre y Sentra en Sudáfrica para las variantes hatchback y sedán respectivamente. Se abandonaron las versiones Langley y Liberta Villa y las carrocerías cupé y descapotable.
La versión deportiva GTI-R se puso a la venta para cumplir con el cupo que exigía la homologación World Rally Car. Poseía un motor gasolina con turbocompresor de 2.0 litros de cilindrada y 230 CV de potencia máxima, acoplado a un sistema de tracción a las cuatro ruedas. El Pulsar GTI-R N14 también se usó con homologación Grupo N en rally, y en competencias de rallycross.

## N15 (1995-2000)
La quinta generación del Pulsar (N15) tomó el nombre Almera en el mercado europeo. Como el Pulsar se dejó de fabricar en Nueva Zelanda y se comenzó a importar de Japón (Oppama), el nombre en ese mercado dejó de ser Sentra.

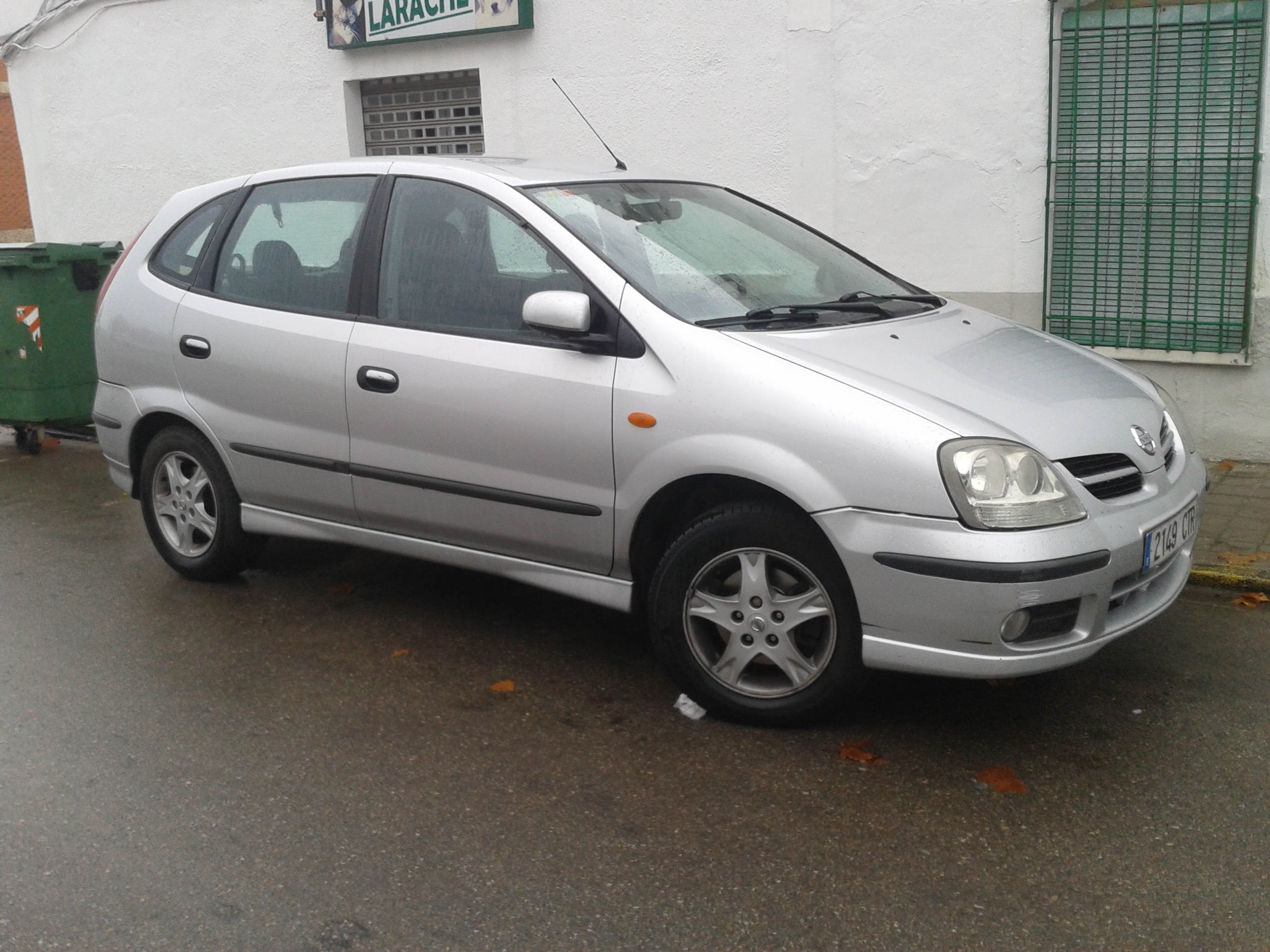
Nissan Almera Tino

En España, los motores eran todos de cuatro cilindros en línea en posición delantera y transversal. Los gasolina eran un 1.4 litros (GA14DE) de 87 CV, un 1.6 litros (GA16DNE) de 102 CV, y un 2.0 litros (SR20DE) de 143 CV, y el Diésel era un 2.0 litros (CD20) de 75 CV. Todos las motorizaciones eran atmosféricas y con cadena de distribución, salvo la motorización diesel, equipada con correa. Se lanzaron versiones de 3 y 5 puertas llamadas "Hatchback" y la versión de 4 puertas o "Sedan". Salvo el motor SR20DE que solo estaba disponible en versión de 3 puertas, el resto de motorizaciones podían ir montadas en cualquier carrocería.
En 1998 fue lanzado al mercado el "restyling" N15a. Esta nueva versión incorporaba cambios en los faros frontales, que aunque seguían incorporando bombillas halógenas H4, el sistema de dispersión del haz luz dejaba de depender del cristal, y la dispersión la realizaba el propio foco, siendo el cristal liso. Los intermitentes delanteros también se modificaron, no así su forma. El parachoques y la parrilla delantera recibieron cambios de índole aerodinámico, modificando la forma y situación de los antinieblas. Los faros traseros también recibieron un cambio de diseño y color, igual que el plástico que rodeaba la matrícula posterior. En el interior, el cambio más claro y útil fue la sustitución del botón de conexión del antiniebla trasero situado encima de la radio e incorporado dentro de la palanca de intermitentes. El botón de conexión de los antinieblas delanteros (en caso de incorporarlos) también se incorporó a la palanca de los intermitentes, dejando su antigua posición, al lado del mando de altura de los faros y de la regulación de los retrovisores exteriores. Mecánicamente, el cambio más importante es la modificación de recorrido y diámetro de muelles y suspensión, tanto delantera como trasera.

## N16 (2000-2006)

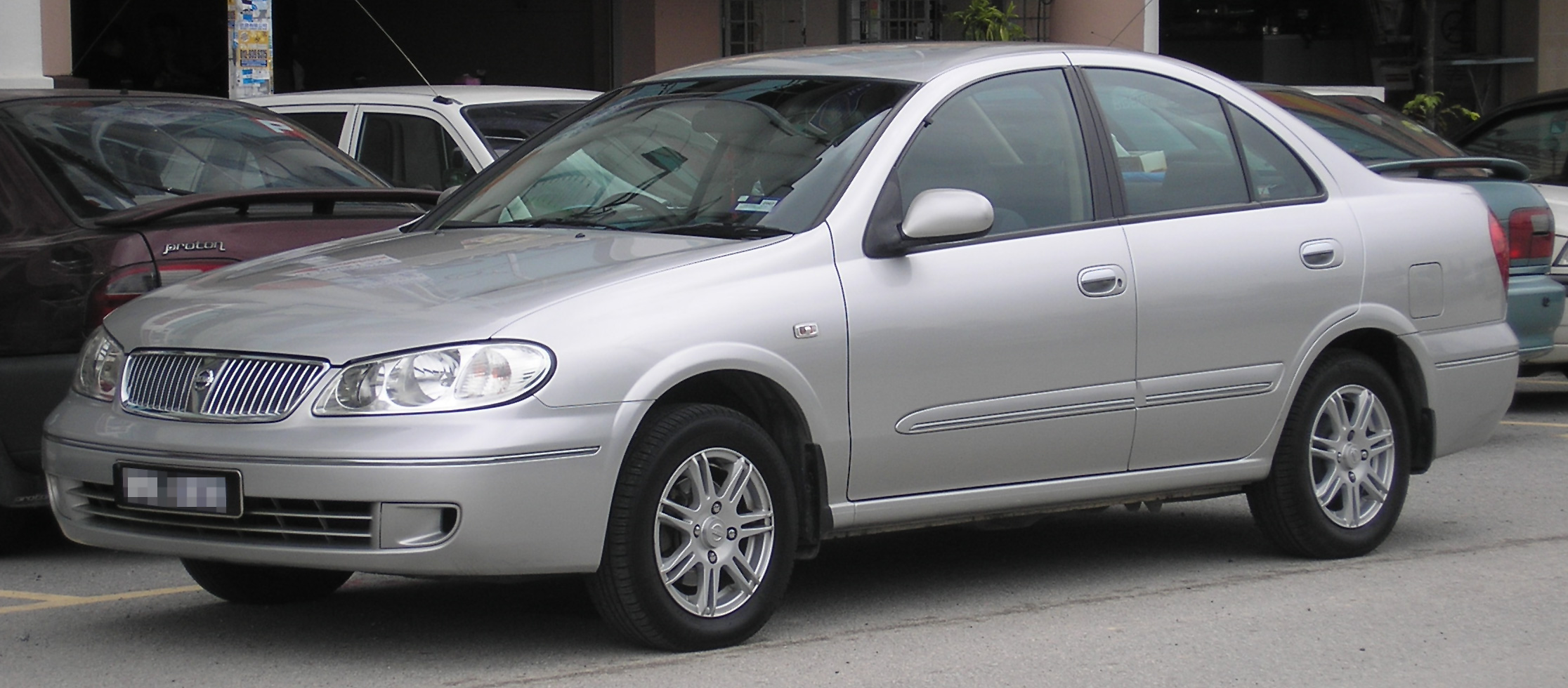
Nissan Pulsar N16.

La sexta generación del Pulsar (N16) continuó llamándose Almera en Europa. Tiene variante hatchback de 3 y 5 puertas, sedán de 4 puertas y recibió una variante monovolumen de cinco plazas llamada Almera Tino. La variante sedán también se llama Nissan Bluebird Sylphy, Nissan Almera Classic o Samsung SM3 en ciertos mercados.
En 2003 fue lanzados al mercado el "restyling" N16. Esta versión incorporaba cambios en los faros delanteros y traseros, y en los paragolpes delantero y trasero quitándoles las molduras y dejándolos lisos, y en el interior cambios en el cuadro del cuentakilómetros y una nueva consola central llamada N-form, sus motorizaciones también fueron modificadas.
Del 2000 al 2002 los motores gasolina del mercado europeo eran un 1.5 litros 16 válvulas de 90 CV (QG15) y un 1.8 litros 16 válvulas de 114 CV (QG18), mientras que el Diésel era un 2.2 litros 16 válvulas de 110 CV (YD22), con turbocompresor, este último se identificaba por las siglas DI 16v en su portón trasero. Todas estas motorizaciones llevaban una caja de cambios de 5 velocidades.  
En otros mercados también fue vendido con un motor 1.6 litros 16 valvulas de 100 CV a 6000 RPM (QG16). 
De 2003 en adelante el 1.5 litros fue modificado y rendía 98 CV y el 1.8 litros 116 CV, mientras que al diésel se le introdujo el common-rail y se le unieron 2 variantes más, un 1.5 litros dci de Renault de 82 CV,el 2.2 litros de 112 CV y otro 2.2 litros de 136 CV, este último equipaba un turbocompresor de geometría variable con intercooler y una caja de cambios de 6 velocidades.

## G10 (2006-2014)
Primera generación de Samsung SM3 es un Sylphy Nissan Sunny / Bluebird modelo basado G10 realizada en Corea del Sur por Renault Samsung Motors. La producción comenzó en septiembre de 2002 en Busan.
Tiene cuatro versiones y dos motores de cuatro cilindros disponibles: el 1.5 litros QG15DE y 1.6 litros con sistema de CVTC QG16DE gasolina, ambos de Nissan.
En 2006, el SM3 fue lanzado como Nissan Almera Classic en Ucrania y Rusia. El mismo año, el coche se puso en marcha en América Central y del Sur como Nissan Almera, en sustitución Sentra después de esto se convirtió en una de tamaño medio.
El Samsung SM3 También se vende como un Nissan Sunny en el Oriente Medio y como el Renault Scala en México, Egipto y Colombia. En julio de 2009, fue rebautizado como SM3 CE (Classic Edition). Se seguirá la producción de la primera generación de SM3, por el momento, siempre y cuando exista una demanda para el vehículo.

## C13 (2014-presente)
El 16 de mayo de 2014, Nissan anunció que el Pulsar sería relanzado en Europa, y comparte las plataformas con el Nissan Tiida (C12). Este vehículo no reemplaza la versión de C12, pero es un modelo único europeo conocido como el C13. Las ventas en Europa se inició en marzo de 2015. Confusamente, en Rusia, el C13 Pulsar ha sido vendido desde marzo de 2015, como el C13 serie Nissan Tiida. 
EL nuevo Pulsar significa la reentrada de Nissan en el segmento altamente competitivo hatchback compacto. Desde que el Almera cesó la producción en noviembre de 2006. Es la primera vez que la placa de identificación Pulsar oficialmente se ha utilizado en Europa. Inicialmente, el C13 Pulsar es tiene un motor (84 kW) de 1.2 litros motor de gasolina DIG-T 113 CV, y un motor diesel de 1.5 litros que produce 104 CV (78 kW). En octubre de 2014 Nissan presentó el 1.6- litros TCe de Renault que desarrolla 140 kW (190 CV). El modelo 1.6 fue lanzado a la venta en marzo de 2015. 
El Pulsar está construido en la planta de Barcelona, España de Nissan.
El 9 de enero de 2018, Nissan anuncia que dejará de fabricar el Pulsar en la planta de Barcelona.

### Corea del Sur

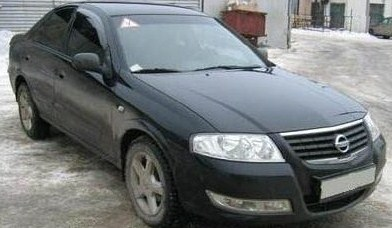
Nissan Almera Classic

En 2002, Renault Samsung Motors de Corea del Sur comenzó la fabricación de la Renault Samsung SM3, un coche basado en el Nissan Pulsar N16. Se renovó su diseño en 2005, y desde abril de 2006, se comenzó a vender como 'Almera Classic' en la Ucrania y Rusia en Centroamérica y Ecuador como la B10 'Almera, y en el Oriente Medio como la B10 'Sunny. En Colombia, México, Libia y Egipto, el coche se ha vendido como el Renault Scala.

### Tailandia
En octubre de 2011, Nissan lanzó un nuevo modelo que la berlina económica para el proyecto Eco-Car en Tailandia, que fue nombrado Nissan Almera. El coche es una versión rebadged del Nissan Sunny N17, que se basa en la compañía mundial Plataforma V. Está equipado con el mismo motor de gasolina de 1.2 litros (HR12DE) como el Nissan Nissan March y tiene una transmisión manual de cinco velocidades o una CVT transmisión. El nombre también se utiliza para el coche en Malasia, Australia, Singapur, Mauricio y Nigeria.